# Municipio de Huggins (Dakota del Sur)
El municipio de Huggins (en inglés: Huggins Township) es un municipio ubicado en el condado de Tripp en el estado estadounidense de Dakota del Sur. En el año 2010 tenía una población de 22 habitantes y una densidad poblacional de 0,24 personas por km².

## Geografía
El municipio de Huggins se encuentra ubicado en las coordenadas 43°2′37″N 100°4′11″O / 43.04361, -100.06972. Según la Oficina del Censo de los Estados Unidos, el municipio tiene una superficie total de 90.4 km², de la cual 90,36 km² corresponden a tierra firme y (0,05 %) 0,04 km² es agua.

## Demografía
Según el censo de 2010, había 22 personas residiendo en el municipio de Huggins. La densidad de población era de 0,24 hab./km². De los 22 habitantes, el municipio de Huggins estaba compuesto por el 86,36 % blancos, el 9,09 % eran amerindios y el 4,55 % eran de una mezcla de razas. Del total de la población el 0 % eran hispanos o latinos de cualquier raza.